# Vanina Ickx

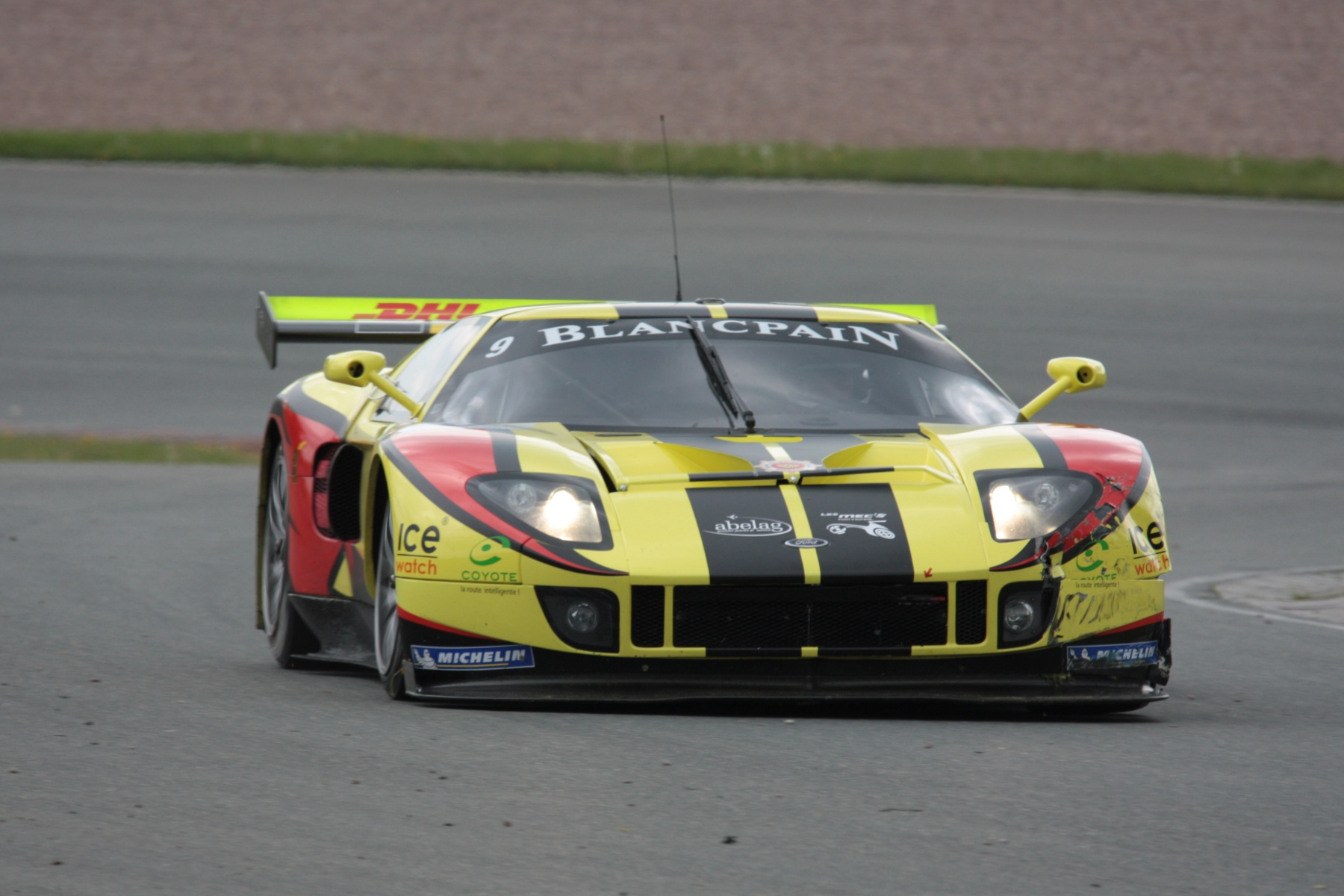
Vanina Ickx su una Ford GT1 Nel 2011

Vanina Ickx (Bruxelles, 16 febbraio 1975) è una pilota automobilistica belga, che ha partecipato a 7 edizioni della 24 ore di Le Mans, arrivando settima nel 2011.

## Carriera
Figlia del pilota Jacky Ickx, ha inoltre partecipato al campionato DTM 2006 e 2007, al Campionato mondiale GT1 2011 e alla Pikes Peak International Hill Climb 2018 arrivando sesta.

## Risultati

### 24 Ore di Le Mans
| Anno | Team                               | Co-Pilota                            | Vettura                  | Classe | Giri | Pos. | Class Pos. |
| ---- | ---------------------------------- | ------------------------------------ | ------------------------ | ------ | ---- | ---- | ---------- |
| 2001 | Paul Belmondo Racing               | Vincent Vosse Carl Rosenblad         | Chrysler Viper GTS-R     | GTS    | 61   | DNF  | DNF        |
| 2003 | T2M Motorsports                    | Roland Bervillé Patrick Bourdais     | Porsche 911 GT3-RS       | GT     | 264  | 27º  | 9º         |
| 2005 | Rollcentre Racing                  | João Barbosa Martin Short            | Dallara SP1-Judd         | LMP1   | 318  | 16º  | 8º         |
| 2008 | Rollcentre Racing                  | João Barbosa Stéphan Grégoire        | Pescarolo 01-Judd        | LMP1   | 352  | 11º  | 10º        |
| 2009 | Creation Autosportif               | Jamie Campbell-Walter Romain Ianetta | Creation CA07-Judd       | LMP1   | 319  | 24º  | 15º        |
| 2010 | Signature-Plus                     | Franck Mailleux Pierre Ragues        | Lola-Aston Martin B09/60 | LMP1   | 302  | DNF  | DNF        |
| 2011 | Kronos Racing Marc VDS Racing Team | Bas Leinders Maxime Martin           | Lola-Aston Martin B09/60 | LMP1   | 328  | 7º   | 7º         |